# Ternana Calcio 2019-2020
Questa voce raccoglie le informazioni riguardanti la Ternana Calcio nelle competizioni ufficiali della stagione 2019-2020.

## Stagione
Nella stagione 2019-2020 la Ternana disputa il girone C del campionato di Serie C, con 51 punti ottiene il quarto posto finale. Il torneo si è giocato tormentato dalla pandemia da Covid-19, che ha colpito il mondo intero, non risparmiando il mondo del calcio. Infatti il campionato della Ternana si è concluso a metà febbraio, dopo 30 giornate disputate, sulle 38 programmate. Poi l'8 giugno 2020 il Consiglio Federale ha omologato i risultati fin lì ottenuti. A luglio si sono giocati i Play-off, la Ternana supera il primo turno (0-0) con l'Avellino, il secondo turno (1-1) con il Catania, entrambi i turni superati dalle fere perché meglio piazzate in campionato. Nel terzo turno vince (0-1) a Monopoli, nel quarto turno vengono eliminate dal Bari (1-1) ma con i galletti che han fatto fruttare il secondo posto ottenuto in campionato, alle spalle della promossa Reggina. Ottimo il percorso dei rossoverdi nella Coppa Italia di Serie C, nella quale la Ternana ha vinto il girone H di qualificazione, eliminando Rieti e Olbia, nei sedicesimi elimina (4-1) la Fermana, negli ottavi vince (0-1) ad Avellino, nei quarti vince (0-1) a Siena, in semifinale supera nel doppio confronto il Catania, mentre nella finale giocata a Cesena il 27 giugno 2020, perde (1-2) con la Juventus Under 23.

## Divise e sponsor
Lo sponsor tecnico per la stagione 2019-2020 è Macron e lo sponsor ufficiale è Unicusano.
| Casa | Trasferta | Trasferta |

## Organigramma
Area direttiva
- Presidente: Stefano Bandecchi
- Vicepresidente: Paolo Tagliavento
- Segreteria sportiva: Vanessa Fenili
- Segreteria organizzativa: Francesca Caffarelli

Area comunicazione e marketing
- Area Marketing: Agnese Passoni, Sergio Salvati
- Relazioni esterne: Sergio Salvati
- Ufficio stampa e comunicazione: Lorenzo Modestino

Area sportiva
- Direttore sportivo: Luca Leone
- Team Manager: Mattia Stante

Area tecnica
- Allenatore: Fabio Gallo
- Allenatore in seconda: Roberto Chiappara
- Preparatore atletico: Massimiliano Botto
- Preparatore dei portieri: Maurizio Rollandi
- Match Analyst: Lorenzo Giunta

Area sanitaria
- Responsabile sanitario: Michele Martella
- Fisioterapista: Carlo Zazza
- Massaggiatore: David Vincioni

## Rosa
| N. |                    | Ruolo | Calciatore          |
| -- | ------------------ | ----- | ------------------- |
| 2  | Italia (bandiera)  | D     | Alessandro Celli    |
| 3  | Italia (bandiera)  | D     | Carlo Mammarella    |
| 4  | Italia (bandiera)  | C     | Lorenzo Mennini     |
| 5  | Italia (bandiera)  | C     | Antonio Palumbo     |
| 6  | Francia (bandiera) | D     | Modibo Diakité      |
| 7  | Italia (bandiera)  | C     | Federico Furlan     |
| 8  | Italia (bandiera)  | C     | Mattia Proietti     |
| 9  | Italia (bandiera)  | A     | Alexis Ferrante     |
| 10 | Italia (bandiera)  | A     | Daniele Vantaggiato |
| 11 | Italia (bandiera)  | D     | Luca Parodi         |
| 12 | Italia (bandiera)  | P     | Jacopo Pernini      |
| 13 | Italia (bandiera)  | C     | Leonardo Cori       |
| 14 | Italia (bandiera)  | D     | Michele Russo       |
| 15 | Italia (bandiera)  | D     | Emanuele Suagher    |
| 16 | Italia (bandiera)  | C     | Giuseppe Argento    |
| 17 | Italia (bandiera)  | D     | Tiziano Mucciante   |

| N. |                   | Ruolo | Calciatore                |
| -- | ----------------- | ----- | ------------------------- |
| 18 | Italia (bandiera) | A     | Guido Marilungo           |
| 19 | Italia (bandiera) | A     | Gabriele Onesti           |
| 20 | Italia (bandiera) | C     | Fabrizio Paghera          |
| 21 | Italia (bandiera) | A     | Giuseppe Torromino        |
| 22 | Italia (bandiera) | P     | Andrea Tozzo              |
| 23 | Italia (bandiera) | D     | Simone Sini               |
| 24 | Italia (bandiera) | P     | Antony Iannarilli         |
| 25 | Italia (bandiera) | C     | Marino Defendi (capitano) |
| 26 | Italia (bandiera) | A     | Gian Marco Nesta          |
| 27 | Italia (bandiera) | D     | Dario Bergamelli          |
| 28 | Italia (bandiera) | C     | Aniello Salzano           |
| 29 | Italia (bandiera) | A     | Gioacchino Niosi          |
| 30 | Italia (bandiera) | D     | Gabriele Tancredi         |
| 31 | Italia (bandiera) | D     | Francesco De Francesco    |
| 32 | Italia (bandiera) | A     | Andrea Repossi            |
| 33 | Italia (bandiera) | A     | Anthony Partipilo         |

## Risultati

### Serie C

#### Girone di andata
| Arbitro: | Colombo (Como) |

|           |           |                                 |
| Gondo 29’ | Marcatori | 11’, 65’ Marilungo 19’ M. Russo |

| Arbitro: | Vigile (Cosenza) |

|              |           |  |
| M. Russo 73’ | Marcatori |  |

| Arbitro: | Natilla (Molfetta) |

|             |           |                                  |
| Origlio 40’ | Marcatori | Partipilo 19’ Salzano 59’ (rig.) |

| Arbitro: | Carrione (Castellammare di Stabia) |

|  |           |                         |
|  | Marcatori | Fella 48’ Jefferson 78’ |

| Arbitro: | De Santis (Lecce) |

|                     |           |                               |
| Scardina 64’ (rig.) | Marcatori | 40’ Partipilo 86’ Vantaggiato |

| Arbitro: | Prontera (Bologna) |

|             |           |                  |
| Salzano 62’ | Marcatori | N. Bresciani 46’ |

| Arbitro: | D'Ascanio (Ancona) |

|           |           |                               |
| Perez 47’ | Marcatori | 22’ Partipilo 82’ A. Ferrante |

| Arbitro: | Gariglio (Pinerolo) |

|                                                 |           |                             |
| Mbende 31’ (aut.) Paghera 48’ Biondi 52’ (aut.) | Marcatori | 16’ Mazzarani 84’ Di Piazza |

| Arbitro: | Meraviglia (Pistoia) |

|                          |           |  |
| Hamlili 60’ Sabbione 75’ | Marcatori |  |

| Arbitro: | Perenzoni (Rovereto) |

|  |           |           |
|  | Marcatori | 25’ Celli |

| Arbitro: | Gualtieri (Asti) |

|  |           |                 |
|  | Marcatori | 33’ Charpentier |

| Arbitro: | Santoro (Messina) |

|                  |           |                 |
| Bubas 35’ (rig.) | Marcatori | 78’ A. Ferrante |

| Arbitro: | Di Graci (Como) |

|                     |           |               |
| A. Ferrante 7’, 72’ | Marcatori | 30’ Pitarresi |

| Arbitro: | Pashuku (Albano Laziale) |

|                            |           |  |
| Marilungo 53’ Ferrante 65’ | Marcatori |  |

| Arbitro: | Cudini (Fermo) |

|                    |           |               |
| Costa Ferreira 61’ | Marcatori | 60’ Partipilo |

| Arbitro: | D'Ascanio (Ancona) |

|                                   |           |           |
| A. Ferrante 34’ Vantaggiato 90+2’ | Marcatori | 74’ Volpe |

| Arbitro: | Meraviglia (Pistoia) |

|              |           |                                                 |
| Celiento 54’ | Marcatori | 18’ Palumbo 87’ (aut.) Martinelli 90+2’ Paghera |

| Arbitro: | Marcenaro (Genova) |

|  |           |              |
|  | Marcatori | 19’ D'Angelo |

| Arbitro: | Vigile (Cosenza) |

|                  |           |                      |
| Miguel Angel 45’ | Marcatori | 30’ (aut.) Marzorati |

#### Girone di ritorno
| Arbitro: | Virgilio (Trapani) |

|                                            |           |  |
| Vantaggiato 24’ Partipilo 57’ Damian 90+2’ | Marcatori |  |

| Arbitro: | Gariglio (Pinerolo) |

|  |           |                 |
|  | Marcatori | 87’ Vantaggiato |

| Arbitro: | Bitonti (Bologna) |

|                                              |           |                   |
| Vantaggiato 13’ Partipilo 17’ Mammarella 54’ | Marcatori | 59’ Vitofrancesco |

| Monopoli 26 gennaio 2020, ore 15:00 CET 23ª giornata | Monopoli       | 0 – 0 referto | Ternana | Stadio Vito Simone Veneziani (1.846 spett.)\| Arbitro: \| Colombo (Como) \| |
| Arbitro:                                             | Colombo (Como) |               |         |                                                                             |

| Ternana 2 febbraio 2020, ore 15:00 CET 24ª giornata | Ternana                    | 0 – 0 referto | Sicula Leonzio | Stadio Libero Liberati (12.264 spett.)\| Arbitro: \| Garofalo (Torre del Greco) \| |
| Arbitro:                                            | Garofalo (Torre del Greco) |               |                |                                                                                    |

| Arbitro: | Meraviglia (Pistoia) |

|            |           |  |
| Liotti 30’ | Marcatori |  |

| Arbitro: | Monaldi (Macerata) |

|  |           |                                  |
|  | Marcatori | 17’ (rig.) Vázquez 57’ D. Marino |

| Catania 23 febbraio 2020, ore 15:00 CET 27ª giornata | Catania          | 0 – 0 referto | Ternana | Stadio Angelo Massimino (4536 spett.)\| Arbitro: \| Vigile (Cosenza) \| |
| Arbitro:                                             | Vigile (Cosenza) |               |         |                                                                         |

| Arbitro: | Santoro (Messina) |

|                          |           |                       |
| Sini 66’ A. Ferrante 77’ | Marcatori | 62’ Laribi 79’ Simeri |

| Arbitro: | Acanfora (Castellammare di Stabia) |

|                                    |           |                    |
| M. Russo 32’ (rig.) Mammarella 41’ | Marcatori | 74’, 90+5’ Montero |

| Arbitro: | Zufferli (Udine) |

|                                        |           |  |
| Albadoro 12’ Di Paolantonio 87’ (rig.) | Marcatori |  |

| Terni 15 marzo 2020, ore CET 31ª giornata | Ternana | – Campionato concluso a causa della pandemia da COVID-19. | Vibonese | Stadio Libero Liberati |

| Potenza 22 marzo 2020, ore CET 32ª giornata | AZ Picerno | – | Ternana | Stadio Alfredo Viviani |

| Pagani 25 marzo 2020, ore CET 33ª giornata | Paganese | – | Ternana | Stadio Marcello Torre |

| Terni 29 marzo 2020, ore CEST 34ª giornata | Ternana | – | Teramo | Stadio Libero Liberati |

| Viterbo 5 aprile 2020, ore CEST 35ª giornata | Viterbese | – | Ternana | Stadio Enrico Rocchi |

| Terni 11 aprile 2020, ore CEST 36ª giornata | Ternana | – | Catanzaro | Stadio Libero Liberati |

| Caserta 19 aprile 2020, ore CEST 37ª giornata | Casertana | – | Ternana | Stadio Alberto Pinto |

| Terni 26 aprile 2020, ore CEST 38ª giornata | Ternana | – | Cavese | Stadio Libero Liberati |

### Play-off

#### Prima Fase
| Terni 1 luglio 2020, ore 20:30 CEST Primo Turno | Ternana              | 0 – 0 referto | Avellino | Stadio Libero Liberati (0 spett.)\| Arbitro: \| Meraviglia (Pistoia) \| |
| Arbitro:                                        | Meraviglia (Pistoia) |               |          |                                                                         |

| Arbitro: | Marcenaro (Genova) |

|                 |           |            |
| A. Ferrante 80’ | Marcatori | 43’ Biondi |

#### Fase Nazionale
| Arbitro: | Gariglio (Pinerolo) |

|  |           |             |
|  | Marcatori | 52’ Salzano |

| Arbitro: | Marchetti (Ostia) |

|                      |           |                 |
| Antenucci 30’ (rig.) | Marcatori | 72’ Vantaggiato |

### Coppa Italia Serie C

#### Fase eliminatoria a gironi
| Arbitro: | Cavaliere (Paola) |

|                                          |           |                                |
| Proietti 13’ A. Ferrante 49’ Paghera 87’ | Marcatori | 69’ Parigi 73’ (rig.) Ogunseye |

| Arbitro: | Fiero (Pistoia) |

|                  |           |                                        |
| Marcheggiani 66’ | Marcatori | 35’ Proietti 51’ Salzano 87’ Partipilo |

#### Fase a eliminazione diretta
| Arbitro: | Moriconi (Roma) |

|                                                       |           |             |
| Vantaggiato 45’ Russo 54’ Torromino 77’ Partipilo 89’ | Marcatori | 9’ Molinari |

| Arbitro: | Maranesi (Ciampino) |

|  |           |           |
|  | Marcatori | 83’ Nesta |

| Arbitro: | Feliciani (Teramo) |

|  |           |                 |
|  | Marcatori | 64’ Vantaggiato |

| Arbitro: | De Santis (Lecce) |

|                             |           |  |
| Partipilo 48’ Torromino 66’ | Marcatori |  |

| Catania 13 febbraio 2020, ore 15:00 CET Semifinale - Ritorno | Catania            | 0 – 0 referto | Ternana | Stadio Angelo Massimino (3.719 spett.)\| Arbitro: \| Natilla (Molfetta) \| |
| Arbitro:                                                     | Natilla (Molfetta) |               |         |                                                                            |

| Arbitro: | Paterna (Teramo) |

|               |           |                              |
| Mammarella 6’ | Marcatori | 12’ (rig.) Brunori 44’ Rafia |

## Statistiche

### Statistiche di squadra
Le statistiche sono aggiornate al 26 gennaio 2020
| Competizione         | Punti      | In casa | In casa | In casa | In casa | In casa | In casa | In trasferta | In trasferta | In trasferta | In trasferta | In trasferta | In trasferta | Totale | Totale | Totale | Totale | Totale | Totale | D.R. |
| Competizione         | Punti      | G       | V       | N       | P       | GF      | GS      | G            | V            | N            | P            | GF           | GS           | G      | V      | N      | P      | GF     | GS     | D.R. |
| -------------------- | ---------- | ------- | ------- | ------- | ------- | ------- | ------- | ------------ | ------------ | ------------ | ------------ | ------------ | ------------ | ------ | ------ | ------ | ------ | ------ | ------ | ---- |
| Serie C              | 47         | 11      | 7       | 1       | 3       | 17      | 10      | 12           | 7            | 4            | 1            | 17           | 10           | 23     | 14     | 5      | 4      | 34     | 20     | +14  |
| Coppa Italia Serie C | Semifinale | 2       | 2       | 0       | 0       | 7       | 3       | 3            | 3            | 0            | 0            | 5            | 1            | 5      | 5      | 0      | 0      | 12     | 4      | +8   |
| Totale               | 47         | 13      | 9       | 1       | 3       | 24      | 13      | 15           | 10           | 4            | 1            | 22           | 11           | 28     | 19     | 5      | 4      | 46     | 24     | +22  |

### Andamento in campionato
| Giornata  | 1 | 2 | 3 | 4 | 5 | 6 | 7 | 8 | 9 | 10 | 11 | 12 | 13 | 14 | 15 | 16 | 17 | 18 | 19 | 20 | 21 | 22 | 23 | 24 | 25 | 26 | 27 | 28 | 29 | 30 | 31 | 32 | 33 | 34 | 35 | 36 | 37 | 38 |
| --------- | - | - | - | - | - | - | - | - | - | -- | -- | -- | -- | -- | -- | -- | -- | -- | -- | -- | -- | -- | -- | -- | -- | -- | -- | -- | -- | -- | -- | -- | -- | -- | -- | -- | -- | -- |
| Luogo     | T | C | T | C | T | C | T | C | T | T  | C  | T  | C  | C  | T  | C  | T  | C  | T  | C  | T  | C  | T  | C  | T  | C  | T  | C  | C  | T  | C  | T  | T  | C  | T  | C  | T  | C  |
| Risultato | V | V | V | P | V | N | V | V | P | V  | P  | N  | V  | V  | N  | V  | V  | P  | N  | V  | V  | V  | N  | N  | P  | P  | N  | N  | N  | P  |    |    |    |    |    |    |    |    |
| Posizione | 5 | 3 | 1 | 4 | 1 | 2 | 1 | 1 | 4 | 3  | 3  | 3  | 2  | 2  | 4  | 3  | 3  | 5  | 5  | 4  | 3  | 3  | 3  | 3  | 4  | 4  | 4  | 5  | 5  | 5  |    |    |    |    |    |    |    |    |

Fonte:  Serie C - Girone C, su calcio.com.
Legenda:

Luogo: C = Casa; T = Trasferta. Risultato: V = Vittoria; N = Pareggio; P = Sconfitta.